# Next World
Next World é o segundo álbum de remixes da cantora sul-coreana BoA. Foi lançado em 27 de agosto de 2003 através da Avex Trax. O álbum contém remixes de alguns de seus grandes sucessos, versões em inglês de singles japoneses, além de outras colaborações.

## Lista de faixas
| N.º | Título                                            | Artista(s)                             | Duração |  |
| 1.  | "Holiday"                                         | Palmdrive com part. de BoA e Firstklas | 4:11    |  |
| 2.  | "Kiseki" (奇蹟) (Soul'd Out Remix)                | BoA                                    | 5:34    |  |
| 3.  | "Flying Without Wings"                            | Westlife com part. de BoA              | 3:39    |  |
| 4.  | "Show Me What You Got" (DJ Watarai Remix)         | Bratz com part. de BoA e Howie D.      | 4:54    |  |
| 5.  | "Jewel Song" (Akira's Canto Diamante Version)     | BoA                                    | 4:46    |  |
| 6.  | "Shine We Are!" (Groove That Soul Remix)          | BoA                                    | 6:15    |  |
| 7.  | "Flower" (D.I's "Luv Hurts" Remix)                | BoA com part. de Lisa                  | 4:34    |  |
| 8.  | "Winding Road"                                    | BoA com part. de Dabo                  | 3:35    |  |
| 9.  | "Everything Needs Love" (Piano-pella)             | Mondo Grosso com part. de BoA          | 6:46    |  |
| 10. | "Valenti" (Versão em inglês)                      | BoA                                    | 4:24    |  |
| 11. | "Every Heart" (ミンナノキモチ) (Versão em inglês) | BoA                                    | 4:35    |  |
| 12. | "Listen to My Heart" (Versão em inglês)           | BoA                                    | 3:59    |  |
| 13. | "Amazing Kiss" (Versão em inglês)                 | BoA                                    | 4:29    |  |